# Longchamp-sous-Châtenois
Longchamp-sous-Châtenois är en kommun i departementet Vosges i regionen Grand Est (tidigare regionen Lorraine) i nordöstra Frankrike. Kommunen ligger i kantonen Châtenois som tillhör arrondissementet Neufchâteau. År 2022 hade Longchamp-sous-Châtenois 81 invånare.

## Befolkningsutveckling
Antalet invånare i kommunen Longchamp-sous-Châtenois
| Referens: INSEE |